# Ненад Крстић
Ненад Крстић (Краљево, 25. јул 1983) бивши је српски кошаркаш. Играо је на позицији центра. Био је дугогодишњи члан кошаркашке репрезентације Србије.
У млађим категоријама је наступао за Машинац а професионалну каријеру је почео у Партизану са којим је три пута био првак државе. Играо је и у НБА лиги за Њу Џерзи нетсе, Оклахома Сити тандер и Бостон селтиксе а у Европи је био још играч Тријумфа, московског ЦСКА и Анадолу Ефеса.
Са кошаркашком репрезентацијом Србије је освојио сребрне медаље на Европском првенству 2009. у Пољској и на Светском првенству 2014. у Шпанији. Био је и капитен репрезентације од 2009. до краја репрезентативне каријере 2014. године.

## Каријера

### Партизан
Крстић је у млађим категоријама наступао за Машинац. Своју професионалну каријеру је почео у београдском Партизану током сезоне 2001/02. Са црно-белима је играо до 2004. и за то време освојио три титуле првака државе и један куп. Као врло млад играч добио је прилику да игра у Евролиги. Током сезоне 2002/03. бележио је просечно 12,8 поена а наредне сезоне је подигао своје бројке бележећи 13,4 поена по сусрету.
Крстић је одабран као 24. пик на НБА драфту 2002. од стране Њу Џерзи нетса. После драфта Крстић се вратио у Партизан и одиграо још две сезоне.

### Њу Џерзи нетси
У НБА лигу одлази у лето 2004. године када потписује уговор са Нетсима. Током своје прве сезоне у НБА, Крстић је пружао одличне партије у Њу Џерзију, са просечно 10,0 поена, 5,3 скокова и 0,84 блокада по утакмици. Именован је за члана друге најбоље петорке новајлија за ту сезону. У свом дебију у доигравању против Мајами хита, Крстић је просечно бележио 18,3 поена, 7,5 скокова, 1,0 асистенција и 1,5 изгубљених лопти по утакмици. Током сезоне 2005/06. Крстић је наставио да напредује, постижући просечно 13,4 поена и 6,1 скокова и постао је саставни део напада Нетса. У првој рунди против Индијана пејсерса бележио је просечно 18 поена и 7,1 скок по утакмици. У сезони 2006/07. упркос лошем почетку Нетса, Крстић је имао најбољи просек поена у каријери (16,6), скоковима (6,8) и асистенцијама (1,8) пре него што је покидао предње укрштене лигаменте на утакмици против Лос Анђелес лејкерса 22. децембра 2006, због које је пропустио остатак сезоне. Крстић се вратио у сезони 2007/08. али није пружао ни приближно добре партије као пре повреде. На крају сезоне му је уговор истекао и постао је слободан агент.

### Тријумф
У јулу 2008. Крстић је потписао за руски клуб Тријумф из Подмосковља, који је својом понудом надмашио све клубове из НБА. Ипак, Крстић је у екипи Тријумфа одиграо само 7 утакмица, где је бележио просечно 10,4 поена и 5,1 скок по мечу, али га је напустио незадовољан статусом и организацијом клуба.

### Оклахома Сити тандер
Оклахома Сити тандер је изразио жељу да доведе Крстића у своје редове, али је морао да сачека понуду Њу Џерзија који је као бивши клуб имао предност у понуди уговара. Како Њу Џерзи није понудио Крстићу уговор, он је прихватио понуду Оклахоме. У екипи Оклахоме је играо са младим играчима попут Дуранта, Хардена, Вестбрука, Ибаке... Током своје друге и треће сезоне на свим утакмицама је био стартер.

### Бостон селтикси
У фебруару 2011. Крстић је трејдом послат у Бостон селтиксе. У Бостону је остао до краја сезоне и одиграо 27 утакмица у регуларном делу (20 као стартер) бележећи просечно 9,1 поен, док је у доигравању одиграо седам мечева уз 1,7 поен просечно по мечу.

### ЦСКА Москва
У јуну 2011. године, после много понуда од европских клубова, Крстић је потписао двогодишњи уговор са ЦСКА из Москве. У прве две сезоне у дресу ЦСКА уврштен је у прву поставу идеалног тима Евролиге. Крстић је са ЦСКА освојио два пута првенство Русије и три пута ВТБ лигу али је у најважнијем такмичењу Евролиги изостао трофеј. Након завршетка сезоне 2013/14. Крстић је напустио клуб. За ЦСКА је одиграо 180 утакмица и просечно постизао 11,9 поена и 4,1 скока.

### Турска
У јуну 2014. потписао је двогодишњи уговор са турским Анадолу Ефесом, који тренира Душан Ивковић. Током прве сезоне са Ефесом је имао важну улогу у тиму и био је један од носилаца игре турског тима. Ипак пред крај сезоне, у јуну 2015, доживео је повреду лигамената десног колена због које је пропустио целу сезону 2015/16.
Крајем јуна 2016. Крстић је потписао уговор са Галатасарајем, али је он касније поништен јер је процењено да се играч није опоравио од повреде.

## Репрезентација
Крстић је наступао за кошаркашку репрезентацију Србије и Црне Горе на Олимпијским играма 2004. и Европском првенству 2005.
Као капитен за репрезентацију Србије је играо на Европском првенству 2009. где је освојио сребрну медаљу, као и на Светском првенству 2010. где је освојио 4. место.
На Светском првенству 2014. у Шпанији Крстић је са репрезентацијом освојио сребрну медаљу. Због проблема са повредом имао је мању минутажу него претходних година и мечеве је почињао са клупе. Одиграо је 7 утакмица на којима је бележио просечно 7 поена и 1,3 скока по мечу. Након првенства Крстић је објавио да се повлачи из репрезентације.

## Касније
Крстић је у фебруару 2023. изабран за председника краљевачке Слоге.

## Приватан живот
Ненада често зову Крле. Ожењен је супругом Тањом, има ћерку Елену и синове Филипа и Алексу.
Након земљотреса у родном граду Краљеву, Крстић је заједно са својим клубом Оклахомом прикупио 10.000 долара за помоћ.

## Успеси

### Клупски
- Партизан:
  - Првенство СРЈ (2): 2001/02, 2002/03.
  - Првенство СЦГ (1): 2003/04.
  - Куп СР Југославије (1): 2001/02.
- ЦСКА Москва:
  - Првенство Русије (2): 2011/12, 2012/13.
  - ВТБ јунајтед лига (3): 2011/12, 2012/13, 2013/14.

### Појединачни
- Друга постава најбољих новајлија НБА лиге (1): 2004/05
- Прва постава идеалног тима Евролиге (2): 2011/12, 2012/13.
- Најкориснији играч месеца Евролиге (2): новембар 2011/12, јануар 2013/14.

### Репрезентативни
- Европско првенство:  2009.
- Светско првенство:  2014.